# Левенте Лендьєл
Левенте Лендьєл (угор. Lengyel Levente; нар. 13 червня 1933, Дебрецен - 18 серпня 2014) – угорський шахіст, гросмейстер від 1964 року.

## Кар'єра szachiowa
У 1960-х роках належав до числа провідних угорських шахістів. Між 1960 і 1970 роками шість разів брав участь у шахових олімпіадах, виборовши дві медалі: срібну (1970) і бронзову (1966). Також тричі грав за національну збірну на командній першості Європи, кожного разу завойовуючи медалі: срібну (1970) та 2 бронзові (1961, 1965). Неодноразово брав участь у фіналі чемпіонату Угорщини, найбільшого успіху досягнувши в 1962 році, коли поділив 1-ше місце разом з Лайошом Портішом, але на дограванні поступився і завоював срібну медаль. Це досягнення повторив у 1963 році, а на чемпіонаті 1964 року завоював бронзову медаль.
1964 році взяв участь міжзональному турнірі (циклу відбору чемпіонату світу) в Амстердамі, посівши 12-те місце. Неодноразово брав участь у міжнародних турнірах, досягнувши успіхів, зокрема, в таких містах, як: Енсхеде (1963, поділив 2-3-тє місце, зональний турнір), Дюла (1965, Меморіал Лайоша Асталоша, поділив 2-3-тє місця), Поляниця-Здруй (1966, Меморіал Рубінштейна, посів 2-ге місце), Золінген (1968, посів 1-ше місце), Барі (1972, посів 1-ше місце), Реджо-Емілія (1972/73, поділив 1-3-тє місця), Мадонна-ді-Кампільйо (1973, посів 2-ге місце), Будапешт (1974, поділив 2-3-тє місця), Афіни (1976, посів 2-ге місце), Мальме (1977, посів 2-ге місце), Вировитиця (1977, посів 1-ше місце) і у Валь Торанс (1980).
За даними ретроспективної рейтингової системи Chessmetrics найкращу гру показував у липні 1964 року, займаючи тоді 35-те місце у світі.
Починаючи з 2000 року в турнірах під егідою ФІДЕ виступав дуже рідко.

## Зміни рейтингу
| На цьому місці має відображатися графік чи діаграма, однак з технічних причин його відображення наразі вимкнено. Будь ласка, не видаляйте код, який викликає це повідомлення. Розробники вже працюють для того, щоби відновити штатне функціонування цього графіка або діаграми. | |
| | На цьому місці має відображатися графік чи діаграма, однак з технічних причин його відображення наразі вимкнено. Будь ласка, не видаляйте код, який викликає це повідомлення. Розробники вже працюють для того, щоби відновити штатне функціонування цього графіка або діаграми. |